# Arno Marsh
Arno Marsh (* 28. Mai 1928 in Grand Rapids, Michigan; † 12. Juli 2019) war ein US-amerikanischer Jazz-Tenorsaxophonist.

## Leben und Wirken
Arno Marsh wuchs in Grand Rapids auf; sein Vater war professioneller Gitarrist und Kopist, der zu Hause Jamsessions organisierte; seine Mutter war Pianistin und Flötistin. In der Highschool spielte er in Marsch- und Konzertbands. Frühe Vorbilder als Saxophonisten waren Chu Berry, Ben Webster, Coleman Hawkins und Sonny Rollins. Seine Karriere begann er 1946 in lokalen Bands, die in Nachbarstaaten des Mittleren Westens tourten, darunter 1947/48 in der von Sonny Burke gegründeten Band The Duke Ambassadors. 
Überregional bekannt wurde er ab 1951 durch seine Mitgliedschaft in den Bands von Urbie Green und ab Dezember 1951 in Woody Hermans Third Herd. Als Solist ist er in Aufnahmen Hermans wie These Foolish Things (Remind Me of You) zu hören. 1952/53 arbeitete er mit eigenen Bands wieder in seiner Heimatstadt; 1955 spielte er erneut bei Hermans Third Herd, 1956 in Chicago kurz bei Stan Kenton und in Los Angeles bei Maynard Ferguson, bevor er nach Las Vegas zog, wo er in Hotelbands arbeitete, zunächst in der Begleitband des Country-Humoristen Hank Penny. 1960 spielte er bei Charlie Ventura in der Thunderbird Lounge; 1968 begleitete er Nancy Wilson bei Aufnahmen in Las Vegas. 
Mit Carl Fontana bildete er Ende der 1990er Jahre ein gemeinsames Quintett, das mehrere Live-Alben einspielte. Unter eigenem Namen legte er 2004 das Album Sunday Afternoons at the Lighthouse Cafe vor.

## Diskographische Hinweise
- Woody Herman Orchestra: Hey! Heard the Heard? (Verve, 1952–54)
- The Carl Fontana - Arno Marsh Quintet: Live at Capozzoli's, Vol. 1-3
- Hank Penny: It's War Again (National Recording Corporation, 2005)